# Stanisław Piech
Stanisław Piech (ur. 4 marca 1943 w Brzozowcu (obecnie Brzesko)) – polski duchowny katolicki, profesor nauk humanistycznych, pracownik dydaktyczno-naukowy Papieskiej Akademii Teologicznej w Krakowie.

## Życiorys
Jest synem Ludwika i Zofii z domu Bartosz. Pochodzi z parafii pw. św. Jakuba Starszego Apostoła w Brzesku. Uczęszczał do Szkoły Podstawowej nr 1 w Brzesku, a następnie do Gimnazjum i Liceum Ogólnokształcącego w Brzesku. W roku 1961 złożył egzamin dojrzałości i rozpoczął studia filozoficzno-teologiczne w Wyższym Seminarium Duchownym w Tarnowie. Okres seminaryjnej formacji intelektualnej i duchowej został przerwany powołaniem do służby wojskowej na początku trzeciego roku studiów. Po odbyciu służby wojskowej w Ostródzie na Warmii powrócił do seminarium i w ciągu jednego roku zdołał zaliczyć dwa lata studiów. 2 czerwca 1968 roku przyjął święcenia kapłańskie z rąk biskupa Jerzego Ablewicza. Jako wikariusz pełnił posługę w parafiach: Padew Narodowa (1968-1971), Krzyżanowice (1971-1974), Sarnów (1974-1977), Tropie (1977-1981), Olesno (1981-1982). Oprócz pracy duszpasterskiej poświęcał się pracy naukowej, ponieważ już po święceniach podjął studia na Wydziale Teologicznym Katolickiego Uniwersytetu Lubelskiego uwieńczone dyplomem magistra teologii w 1970 roku. Dalsze studia kontynuował na Papieskiej Akademii Teologicznej w Krakowie, aby w 1981 r. uzyskać tam stopień doktora teologii. W roku 1982 został przeniesiony na wikariat do Muchówki koło Bochni, gdzie 4 lipca 1983 roku objął probostwo.
Proboszczem w Muchówce był zaledwie trzy lata, do czasu powołania go do pracy dydaktyczno-naukowej w Papieskiej Akademii Teologicznej. Stopień naukowy doktora habilitowanego nadała mu Rada Wydziału Historii Kościoła Papieskiej Akademii Teologicznej w Krakowie w dniu 12 czerwca 1990 r. W roku 1991 objął Katedrę Historii Kultury Religijnej. W roku 1992 został powołany na stanowisko docenta na Wydziale Historii Kościoła Papieskiej Akademii Teologicznej w Krakowie. W latach 1991–1994 był dziekanem Wydziału Historii Kościoła. W roku 1997 Katedra Historii Kultury Religijnej została z jego inicjatywy przemianowana na Katedrę Dziejów Teologii i Kultury Religijnej. W latach 1993–2001 był członkiem Rady Naukowej Instytutu Teologicznego w Tarnowie. W latach 2000–2001 pełnił funkcję kierownika Katedry Historii Kościoła w Średniowieczu i w Czasach Nowożytnych na Wydziale Teologicznym w Tarnowie Papieskiej Akademii Teologicznej.
W dniu 1 stycznia 2001 roku otrzymał z rąk Prezydenta Rzeczypospolitej Polskiej nominację na profesora nauk humanistycznych po przewodzie przeprowadzonym na Wydziale Historycznym Uniwersytetu Jagiellońskiego. Był członkiem Komisji Nauk Pedagogicznych Polskiej Akademii Nauk, Oddział w Krakowie oraz członkiem zarządu Oddziału Krakowskiego Polskiego Towarzystwa Historycznego.